# ファブリキウス嚢
ファブリキウス嚢（-のう、ファブリキウス囊、羅: bursa Fabricii、英: bursa of Fabricius）とはB細胞の生成と増大を行う鳥類に特有の器官。名称は広汎に比較解剖学的研究を行ったイタリアの解剖学者ジェローラモ・ファブリツィオ（アクアペンデンテのファブリキウス）にちなむ。ファブリシウス嚢と書かれることもある。

## 発見
上記のファブリツィオが初めて記載を行った。1965年、オハイオ州立大学のBruce Glickは孵化したばかりのニワトリのファブリキウス嚢を除去すると抗体の産生が起こらないことを発見し、後にマックス・クーパーとRobert A. Goodにより鳥類におけるB細胞の成熟に必要であることが証明された。

## 解剖学
鳥類の排泄腔のすぐ内側の腸壁が背部に膨らみできた、排泄腔背位にある小嚢である。卵黄盲憩室（メッケル憩室）と同様に腸管の盲嚢状突出部である。排泄腔は糞洞、尿洞、肛門洞の3部に分かれ、うち肛門洞に連絡している。
ファブリキウス嚢は梨状形の盲嚢を作っている。雛（幼鳥）の時代によく発達するが、年齢とともに次第に委縮する。胚子器官の遺骸であり後に退化するため、盲腸とは比較解剖学的に意味が異なる
ファブリキウス嚢の粘膜は隆起や襞が多い。また絨毛はなく、腺を含んでいる。固有層には著しくリンパ組織が発達し、リンパ小節を形成して赤血球も含まれ、嚢全体的にリンパ様器官の観がある。

## 生理学
骨髄でB細胞までの分化決定が行われる哺乳類とは違い、鳥類では骨髄で分化したB細胞前駆細胞がファブリキウス嚢にてB細胞へと最終分化する。少なくともニワトリ Gallus gallus domesticusでは免疫グロブリン遺伝子の再構成が起こる。その過程は遺伝子変換により行われ、多様化する。遺伝子変換は鳥類やウサギなどに特有な免疫グロブリン遺伝子の多様性を生み出す機構である。
胸腺などとともに一次リンパ系器官（中枢リンパ系器官）の一つであり、出生時前や直後に摘除すると著しい免疫不全を引き起こす。哺乳類で相当する器官は骨髄であるとされる。